# Ignác Gyulay
Ignác Gyulay Maros Németh und Nádaska (Sibiu, 11 settembre 1763 – Vienna, 11 novembre 1831) è stato un generale e politico austriaco di origini ungheresi.
Valoroso militare, iniziò la propria carriera combattendo contro i turchi ottomani e divenne ufficiale generale già durante le guerre rivoluzionarie francesi. Dal 1806 ricoprì l'incarico di Bano di Croazia. Durante le Guerre napoleoniche si batté contro le truppe imperiali di Napoleone e dopo la fine delle guerre fu presidente dell’Hofkriegsrat, il Consiglio di Guerra austriaco. Era nipote del generale Ferenc Gyulay, figlio del generale Samuel Gyulay, fratello del feldmaresciallo luogotenente Albert Gyulay nonché padre del feldmaresciallo Ferencz Gyulay.

## Biografia

### I primi anni e le guerre rivoluzionarie francesi
Ignác Gyulay era il figlio primogenito del feldmaresciallo luogotenente Sámuel Gyulay. Nel 1781 egli iniziò la propria carriera militare come cadetto nel reggimento di fanteria del padre. Negli anni 1789-1790 prese parte alla campagna contro i turchi e divenne tenente colonnello e comandante di tre corpi d'armata che presero da lui il nome di Gyulay Freikorps. Si distinse con essi in maniera particolare presso il Castello di Cetin, (attuale Cetingrad, in Croazia) il 20 luglio 1790.
Nel 1793, l'esercito assegnò Gyulay all'Alto Reno sotto il comando del generale Wurmser, trionfando nella battaglia di Bienwald del 13 ottobre 1793. Nel novembre successivo, si accampò nel villaggio di Merzwiller per tre settimane di fronte al nemico francese col quale poi si scontrò nella battaglia di Haguenau. Dopo questo fatto ottenne la croce di Cavaliere dell'Ordine militare di Maria Teresa nel 1794. Sempre nel 1794, Ignác Gyulay sposò la baronessa Maria von Edelsheim (m. 1814) per poi tornare subito sul campo nell'Alto Reno ove rimase sino al 1795. L'8 aprile 1795, venne promosso colonnello nel 31º reggimento di fanteria Benjowsky, pur continuando contemporaneamente a guidare anche i Gyulay Freikorps.
Con i combattimenti di Memmingen del 1796 difese per otto ore le proprie posizioni con soli 1200 uomini al suo comando contro 6000 soldati francesi e si distinse nuovamente nel novembre del 1796 nella presa della testa di ponte di Kehl. Il 16 maggio 1797 venne promosso maggior generale.
All'inizio delle guerre della seconda coalizione antifrancese, Gyulay prestò servizio come generale di brigata sotto il comando dell'arciduca Carlo e prese parte alle battaglie di Ostrach e Stockach. Poco dopo questi episodi, inseguì un gruppo di tre battaglioni e quattro squadroni francesi verso Breisach. 

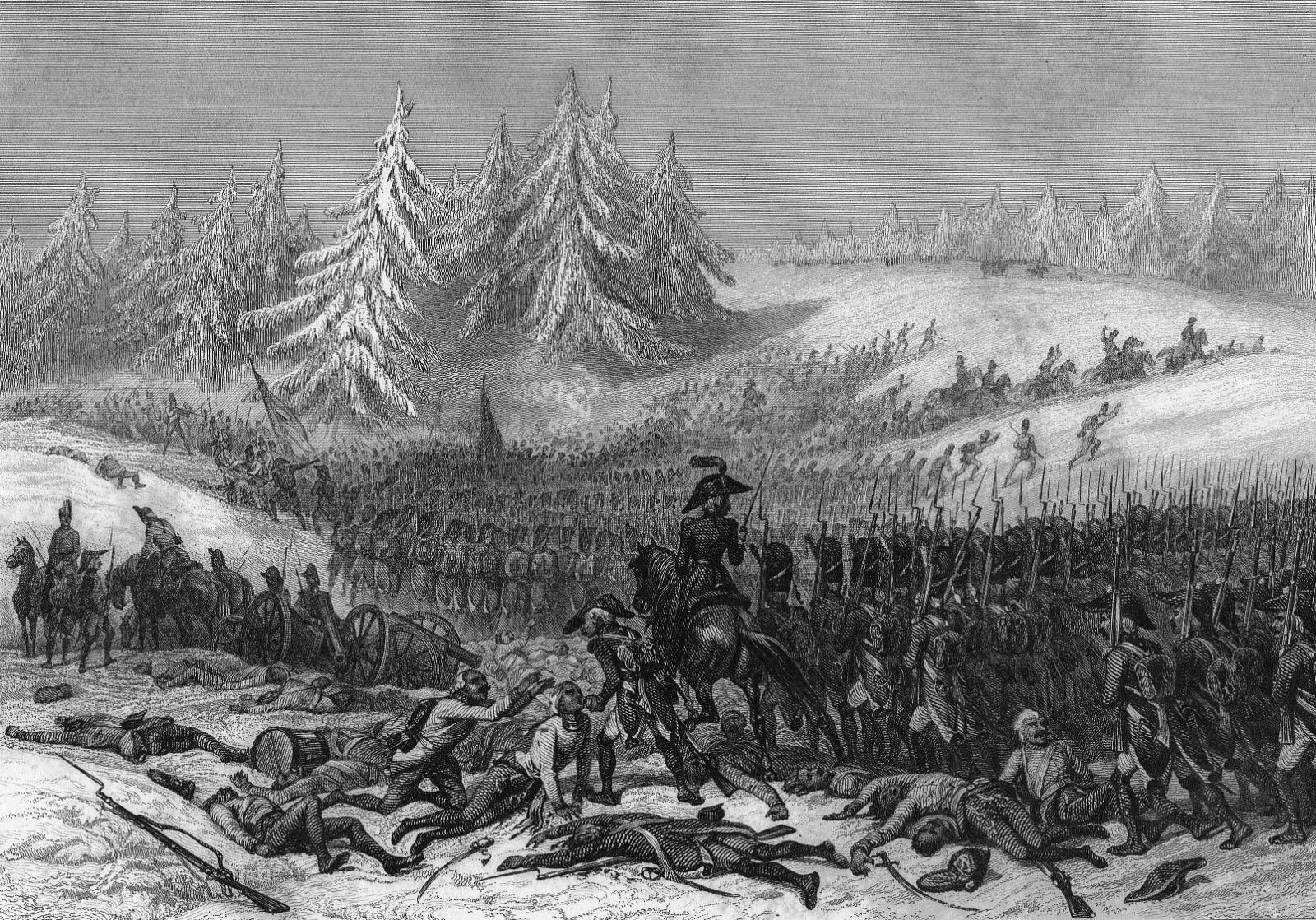
La battaglia di Hohenlinden

Il 5 maggio 1800 coprì la ritirata degli austriaci dopo la sconfitta subita nella battaglia di Meßkirch presso il Danubio. Dopo quest'ultima azione, guidò la retroguardia e vinse una schermaglia a Günzburg il 24 maggio, prendendo prigionieri 250 soldati francesi. Catturò altri 156 uomini nel corso di un'altra schermaglia a Krumbach l'11 giugno di quello stesso anno. Questi successi fecero sì che l'11 ottobre 1800 egli ottenesse la croce di Commendatore dell'Ordine Militare di Maria Teresa direttamente dalle mani dell'imperatore Francesco II ed il 29 ottobre di quello stesso anno venne promosso al grado militare di feldmaresciallo secondo luogotenente.
Gyulay venne quindi posto a capo di una divisione del corpo d'armata di Johann Riesch, parte dell'armata principale dell'arciduca Giovanni. Combatté nella battaglia di Ampfing il 1 dicembre. Due giorni dopo alla battaglia di Hohenlinden, la divisione di Antoine Richepanse marciò di fronte a quella di Riesch per cercare di avviluppare la colonna austriaca. Anziché attaccare con forza, Riesch errò nel rompere le sue due divisioni in cinque forze più piccole mantenendo tre battaglioni e 17 squadroni di riserva. I comandanti dei corpi vennero quindi separati e mandati singolarmente a combattere contro i francesi. Gyulay combatté sul campo ma la scarsità delle forze disponibili ai suoi ordini lo resero impotente nella battaglia, che si concluse con una decisiva vittoria francese.
Dopo il Trattato di Lunéville del 9 febbraio 1801, Ignác Gyulay ottenne il comando di una divisione.

### Le guerre napoleoniche
Nel 1805, Gyulay prese parte alla campagna di Ulma comandando l'armata della riserva dei granatieri sul Danubio nel corpo d'armata di Franz von Werneck. Nella battaglia di Günzburg il 9 ottobre comandò una divisione di sette battaglioni e 14 squadroni. Ordinò la ricostruzione di un ponte sul Danubio ma si trovò subito a dover fronteggiare un reggimento francese comparso sulla riva opposta. Successivamente, fuggì da Ulma con l'arciduca Ferdinando Carlo Giuseppe d'Asburgo-Este ed altri comandanti austriaci. Il 4 novembre, Gyulay prestò servizio nel consiglio di guerra convocato dall'imperatore Francesco II per determinare un modo per salvare Vienna dall'imminente invasione francese. Poco dopo l'imperatore gli ordinò di negoziare segretamente con l'imperatore Napoleone I di Francia.

Il 25 novembre, Gyulay accompagnò il conte Johann Philipp Karl Joseph von Stadion in una missione diplomatica per negoziare un trattato con l'imperatore francese. Durante le discussioni, Gyulay chiese che la Francia compensasse l'Austria della perdita di Venezia. Un frustrato Napoleone scrisse a Charles Maurice de Talleyrand-Périgord che Gyulay, "mi ha parlato dell'Ordine Teutonico, della Dieta di Ratisbona, e non so di cos'altro ancora". Anche se la discussione continuò poi con Talleyrand, Napoleone si concentrò essenzialmente nello sconfiggere i suoi nemici ed abbandonò l'idea della pace almeno per il momento. Dopo il disastro della battaglia di Austerlitz alla quale Gyulay non fu presente, lui ed il principe Giovanni I Giuseppe del Liechtenstein negoziarono la pace di Presburgo con il primo impero francese, fatto che pose la potenza asburgica fuori dalla guerra della terza coalizione. L'imperatore Francesco II nominò Gyulay al ruolo di Bano di Croazia, Dalmazia e Slavonia nel 1806, posizione che mantenne per il resto della sua vita.

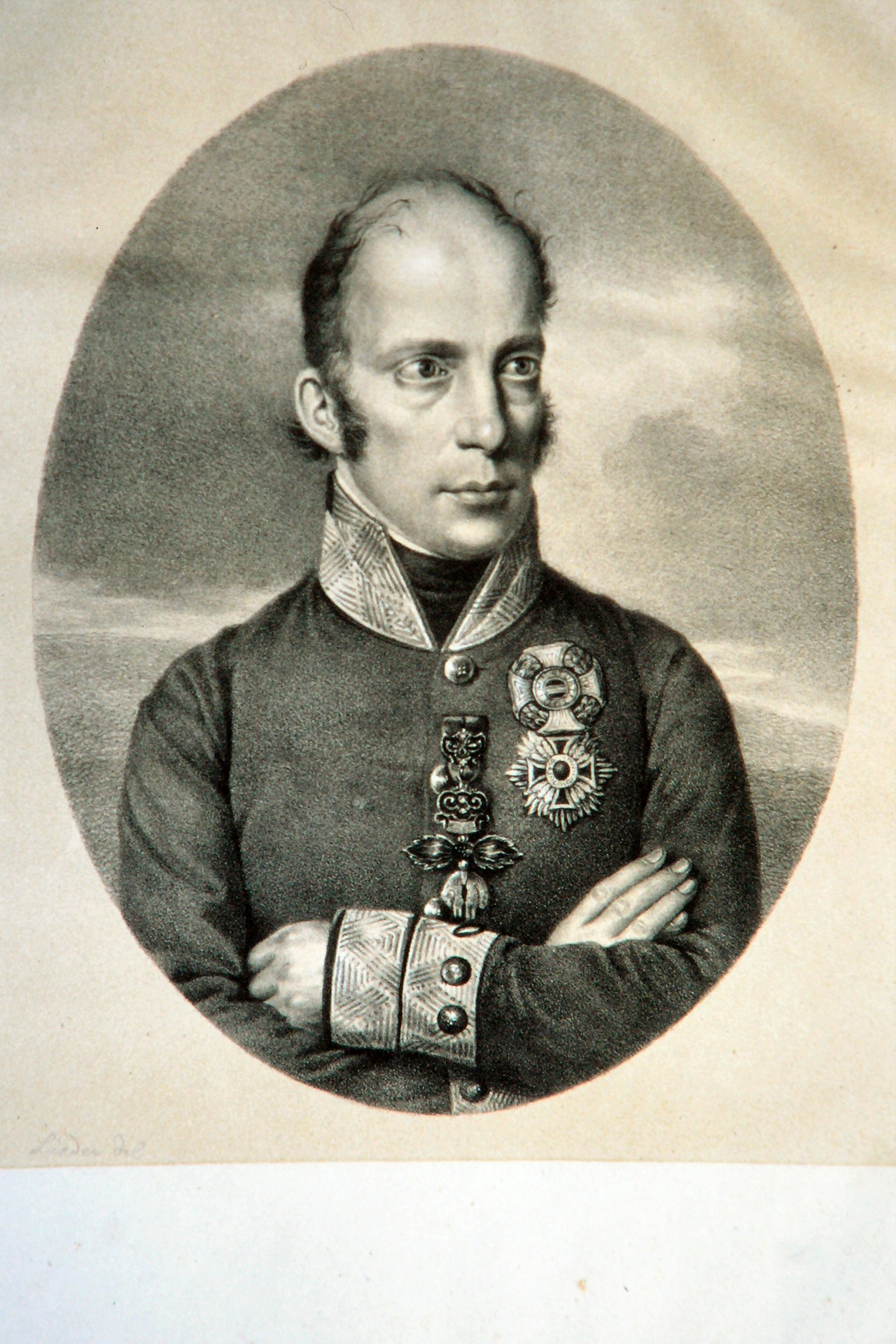
L'arciduca Giovanni d'Asburgo-Lorena

Con lo scoppio della Guerra della Quinta coalizione, Gyulay guidò il IX corpo d'armata dell'armata dell'arciduca Giovanni in Italia. Il corpo, così come era stato organizzato in origine, era composto di tre divisioni sotto il comando dei generali Franz Gorup von Bessanez, Christian Wolfskeel von Reichenberg e Vinzenz Knesevich von Saint Helena. Gyulay comandava 22290 fanti, 2400 cavalieri e 86 pezzi d'artiglieria. Il IX corpo d'armata combatté nella battaglia di Sacile il 16 aprile 1809. Durante il combattimento, un intervento a sorpresa del IX corpo d'armata sul fianco destro si dimostrò fondamentale per assicurare la vittoria austriaca sull'esercito franco-italiano di Eugène de Beauharnais. Suo fratello Albert guidò l'VIII corpo d'armata nella stessa battaglia.

Quando l'imperatore Napoleone sconfisse l'arciduca Carlo nella battaglia di Eckmühl sul Danubio, l'arciduca Giovanni si pose in difesa assegnando elementi del corpo d'armata di Gyulay a difendere la Dalmazia ed altri luoghi chiave d'accesso all'Austria. Alla battaglia del Piave dell'8 maggio successivo, Gyulay guidò comunque il IX corpo d'armata fortemente ridotto a 12720 uomini. Come a Sacile, suo fratello Albert guidò l'VIII corpo d'armata. Successivamente, difese Kranj in Carniola con 14880 soldati. Dopo che l'armata di Eugène ebbe passato il confine ad est verso l'armata dell'arciduca Giovanni, Gyulay operò contro Graz. Il 25 giugno, i suoi 22000 uomini attaccarono la divisione del generale francese Jean-Baptiste Broussier che stava assediando Graz. Broussier si ritirò verso le colline e le difese dall'arrivo del 27º corpo d'armata guidato dal generale francese Auguste Marmont. Gyulay fu in grado di riorganizzare le difese di Graz prima del ritiro. Nella battaglia, molti membri del Landwehr austriaco e della milizia ungherese disertarono il campo, ma la fanteria di linea di Gyulay combatté duramente perdendo 164 uomini e 816 furono i feriti o i prigionieri. I francesi persero un numero variabile tra i 263 ed i 900 uomini.

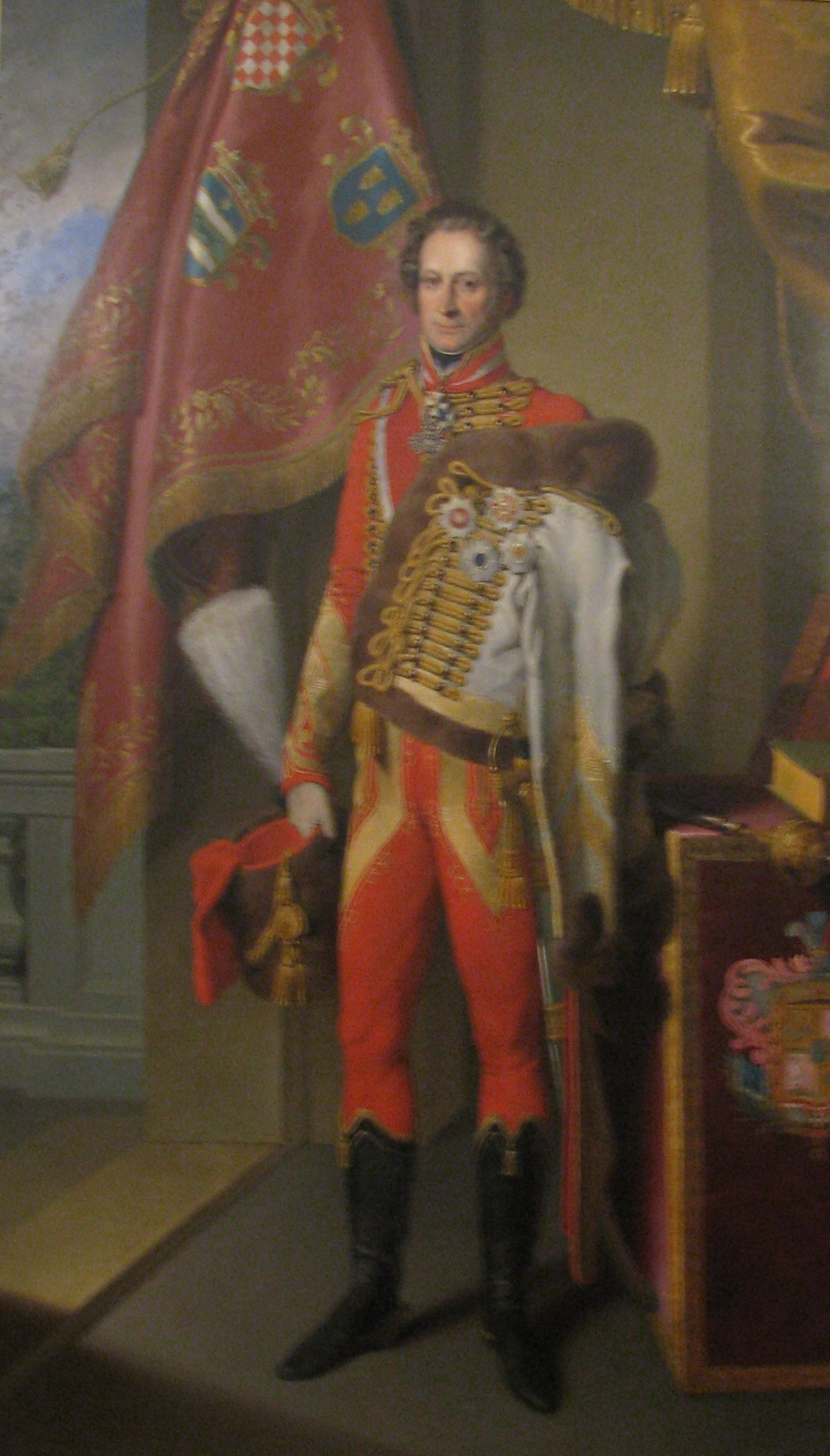
Ignác Gyulay in veste di Bano di Croazia

Al termine della guerra, fu attivo nuovamente come governatore tra il 1809 ed il 1813. Dopo l'entrata in guerra dell'Austria a fianco della nuova coalizione antifrancese nell'autunno del 1813, Gyulay venne posto agli ordini del Feldmaresciallo Principe Karl Philipp von Schwarzenberg. Con lui prese parte alla battaglia di Dresda del 26 e 27 agosto 1813. Nella battaglia di Lipsia del 16-19 ottobre 1813 funse da collegamento tra le armate della Slesia di Blücher e quelle di Schwarzenberg. Successivamente si batté sul suolo francese nella battaglia di La Rothière del 1º febbraio 1814, ottenendo la Gran Croce dell'Ordine Imperiale di Leopoldo. Nuovamente combatté nella battaglia di Arcis-sur-Aube ed in quella di La Fère Champenoise e poi in quella di Parigi del 30 marzo 1814.

### Gli ultimi anni
A partire dal 1816 fu nuovamente governatore in Croazia e nel 1824 fu trasferito in Boemia, sempre come governatore, passando dal 1829 all'Austria. Giunto al termine della propria carriera, il 7 ottobre 1830 venne nominato presidente del Consiglio di Guerra dell'Imperatore, rimanendo in carica sino alla propria morte, avvenuta a Vienna l'11 novembre 1831.
Tra le altre onorificenze ottenne la Gran Croce dell'Ordine Reale di Santo Stefano d'Ungheria e il collare dell'Ordine del Toson d'Oro.

## Discendenza
Suo figlio, fu Ferenc Gyulay, conte di Maros Németh and Nádaska (1798-1868), che fu uno degli uomini chiave del risorgimento italiano, essendo stato comandante delle truppe austriache nella rovinosa battaglia di Magenta del 4 giugno 1859, contro le truppe comandate dal maresciallo francese Mac Mahon.